# Rúnar Alex Rúnarsson
Rúnar Alex Rúnarsson (Reykjavik, 18 februari 1995) is een IJslands voetballer die speelt als doelman. In februari 2024 verruilde hij Arsenal voor FC Kopenhagen. Rúnarsson maakte in 2017 zijn debuut in het IJslands voetbalelftal. Rúnarsson is de zoon van ex-voetballer Rúnar Kristinsson.

## Clubcarrière
Rúnarsson groeide van zijn vijfde tot zijn twaalfde op in België, waar zijn vader toen bij KSC Lokeren speelde. Hij speelde in die tijd bij de jeugd van FC Eksaarde en Lokeren. Op zijn tiende werd hij geopereerd aan een blindedarmontsteking, waarna hij  in de maanden nadien plaatsnam in doel om rustig weer op krachten te komen. Dat beviel hem zo goed dat hij nooit meer uit doel verdween. Later sloot Rúnarsson zich aan bij de jeugd van KR Reykjavík. In 2012 ging hij op de proef bij Club Brugge, maar uiteindelijk maakte hij zijn professionele debuut voor KR Reykjavík, de club waar zijn vader op dat moment hoofdtrainer was. In zijn eerste seizoen in de hoofdmacht werd de doelman met zijn team tevens landskampioen. In januari 2014 maakte hij de overstap naar FC Nordsjælland. Bij deze club speelde hij in eerste instantie voornamelijk bij jeugdteams of het tweede elftal. Vanaf het seizoen 2016/17 had hij overwegend een basisplaats in het eerste team.
In de zomer van 2018 maakte Rúnarsson de overstap naar Dijon, waar hij zijn hantekening zette onder een verbintenis voor de duur van vier seizoenen. Hij startte er als eerste doelman, maar werd middenin het seizoen even vervangen door Bobby Allain vanwege de tegenvallende resultaten van Dijon. Rúnarsson nam later in het seizoen zijn plek in doel weer in. In zijn tweede seizoen stak nieuwkomer Alfred Gomis hem echter voorbij in de rangorde. Toch versierde hij in september 2020 een transfer naar Arsenal. Na één competitiewedstrijd in het seizoen 2020/21 werd Rúnarsson in de zomer van 2021 voor een jaar gehuurd door OH Leuven. Het seizoen erna verkaste hij opnieuw op huurbasis, nu naar Alanyaspor. Cardiff City was in augustus 2023 de derde club die hem huurde van Arsenal. Deze verhuurperiode werd in de winterstop afgebroken, waarna Rúnarsson Arsenal definitief achter zich liet. FC Kopenhagen nam hem transfervrij over.

## Clubstatistieken
| Seizoen | Club            | Competitie      | Competitie | Competitie | Beker | Beker | Internationaal | Internationaal | Totaal | Totaal |
| Seizoen | Club            | Competitie      | Wed.       | Dlp.       | Wed.  | Dlp.  | Wed.           | Dlp.           | Wed.   | Dlp.   |
| ------- | --------------- | --------------- | ---------- | ---------- | ----- | ----- | -------------- | -------------- | ------ | ------ |
| 2013    | KR Reykjavík    | Úrvalsdeild     | 3          | 0          | 0     | 0     | 1              | 0              | 4      | 0      |
| 2013/14 | FC Nordsjælland | Superligaen     | 0          | 0          | 0     | 0     | —              | —              | 0      | 0      |
| 2014/15 | FC Nordsjælland | Superligaen     | 1          | 0          | 0     | 0     | —              | —              | 1      | 0      |
| 2015/16 | FC Nordsjælland | Superligaen     | 3          | 0          | 1     | 0     | —              | —              | 4      | 0      |
| 2016/17 | FC Nordsjælland | Superligaen     | 20         | 0          | 1     | 0     | —              | —              | 21     | 0      |
| 2017/18 | FC Nordsjælland | Superligaen     | 36         | 0          | 0     | 0     | —              | —              | 36     | 0      |
| 2018/19 | Dijon           | Ligue 1         | 26         | 0          | 5     | 0     | —              | —              | 31     | 0      |
| 2019/20 | Dijon           | Ligue 1         | 11         | 0          | 3     | 0     | —              | —              | 14     | 0      |
| 2020/21 | Arsenal         | Premier League  | 1          | 0          | 1     | 0     | 4              | 0              | 6      | 0      |
| 2021/22 | → OH Leuven     | Eerste klasse A | 18         | 0          | 3     | 0     | —              | —              | 21     | 0      |
| 2022/23 | → Alanyaspor    | Süper Lig       | 30         | 0          | 2     | 0     | —              | —              | 32     | 0      |
| 2023/24 | → Cardiff City  | Championship    | 6          | 0          | 2     | 0     | —              | —              | 8      | 0      |
| 2023/24 | FC Kopenhagen   | Superligaen     | 0          | 0          | 0     | 0     | 0              | 0              | 0      | 0      |
| 2024/25 | FC Kopenhagen   | Superligaen     | 0          | 0          | 0     | 0     | 1              | 0              | 1      | 0      |
| Totaal  | Totaal          | Totaal          | 155        | 0          | 18    | 0     | 6              | 0              | 179    | 0      |

Bijgewerkt op 29 april 2025.

## Interlandcarrière
Rúnarsson behaalde zijn eerste selectie voor het IJslands voetbalelftal op 21 januari 2014 tijdens een vriendschappelijke wedstrijd tegen Zweden. Zijn interlanddebuut maakte hij echter pas op 8 november 2017, toen IJsland met 2–1 verloor van Tsjechië in een vriendschappelijke wedstrijd. Tomáš Souček en Jan Sýkora scoorden voor Tsjechië en voor IJsland was Kjartan Finnbogason trefzeker. Rúnarsson mocht van bondscoach Heimir Hallgrímsson in de basis starten en hij speelde het gehele duel mee. In juni 2018 werd hij door Hallgrímsson opgenomen in de selectie van IJsland voor het WK voetbal in Rusland.
| Interlands van Rúnar Alex Rúnarsson voor IJsland | Interlands van Rúnar Alex Rúnarsson voor IJsland | Interlands van Rúnar Alex Rúnarsson voor IJsland | Interlands van Rúnar Alex Rúnarsson voor IJsland | Interlands van Rúnar Alex Rúnarsson voor IJsland | Interlands van Rúnar Alex Rúnarsson voor IJsland | Interlands van Rúnar Alex Rúnarsson voor IJsland |
| №                                                | Datum                                            | Wedstrijd                                        | Uitslag                                          | Competitie                                       | Goals                                            |                                                  |
| Als speler bij FC Nordsjælland                   | Als speler bij FC Nordsjælland                   | Als speler bij FC Nordsjælland                   | Als speler bij FC Nordsjælland                   | Als speler bij FC Nordsjælland                   | Als speler bij FC Nordsjælland                   | Als speler bij FC Nordsjælland                   |
| ------------------------------------------------ | ------------------------------------------------ | ------------------------------------------------ | ------------------------------------------------ | ------------------------------------------------ | ------------------------------------------------ | ------------------------------------------------ |
| 1                                                | 8 november 2017                                  | Tsjechië – IJsland                               | 2 – 1                                            | Vriendschappelijk                                |                                                  |                                                  |
| 2                                                | 14 januari 2018                                  | Indonesië – IJsland                              | 1 – 4                                            | Vriendschappelijk                                |                                                  |                                                  |
| 3                                                | 23 maart 2018                                    | Mexico – IJsland                                 | 3 – 0                                            | Vriendschappelijk                                |                                                  |                                                  |
| Als speler bij Dijon FCO                         |                                                  |                                                  |                                                  |                                                  |                                                  |                                                  |
| 4                                                | 11 oktober 2018                                  | Frankrijk – IJsland                              | 2 – 2                                            | Vriendschappelijk                                |                                                  |                                                  |
| 5                                                | 19 november 2018                                 | Qatar – IJsland                                  | 2 – 2                                            | Vriendschappelijk                                |                                                  |                                                  |
| Als speler bij Arsenal                           |                                                  |                                                  |                                                  |                                                  |                                                  |                                                  |
| 6                                                | 14 oktober 2020                                  | IJsland – België                                 | 1 – 2                                            | Nations League 2020/21                           |                                                  |                                                  |
| 7                                                | 15 november 2020                                 | Denemarken – IJsland                             | 2 – 1                                            | Nations League 2020/21                           |                                                  |                                                  |
| 8                                                | 31 maart 2021                                    | Liechtenstein – IJsland                          | 1 – 4                                            | WK 2022 kwalificatie                             |                                                  |                                                  |
| 9                                                | 29 mei 2021                                      | Mexico – IJsland                                 | 2 – 1                                            | Vriendschappelijk                                |                                                  |                                                  |
| 10                                               | 8 juni 2021                                      | Polen – IJsland                                  | 2 – 2                                            | Vriendschappelijk                                |                                                  |                                                  |
| Als speler bij OH Leuven                         |                                                  |                                                  |                                                  |                                                  |                                                  |                                                  |
| 11                                               | 2 september 2021                                 | IJsland – Roemenië                               | 0 – 2                                            | WK 2022 kwalificatie                             |                                                  |                                                  |
| 12                                               | 5 september 2021                                 | IJsland – Noord-Macedonië                        | 2 – 2                                            | WK 2022 kwalificatie                             |                                                  |                                                  |
| 13                                               | 26 maart 2022                                    | Finland – IJsland                                | 1 – 1                                            | Vriendschappelijk                                |                                                  |                                                  |
| 14                                               | 29 maart 2022                                    | Spanje – IJsland                                 | 5 – 0                                            | Vriendschappelijk                                |                                                  |                                                  |
| 15                                               | 2 juni 2022                                      | Israël – IJsland                                 | 2 – 2                                            | Nations League 2022/23                           |                                                  |                                                  |
| 16                                               | 6 juni 2022                                      | IJsland – Albanië                                | 1 – 1                                            | Nations League 2022/23                           |                                                  |                                                  |
| 17                                               | 13 juni 2022                                     | IJsland – Israël                                 | 2 – 2                                            | Nations League 2022/23                           |                                                  |                                                  |
| Als speler bij Antalyaspor                       |                                                  |                                                  |                                                  |                                                  |                                                  |                                                  |
| 18                                               | 22 september 2022                                | Venezuela – IJsland                              | 0 – 1                                            | Vriendschappelijk                                |                                                  |                                                  |
| 19                                               | 27 september 2022                                | Albanië – IJsland                                | 1 – 1                                            | Nations League 2022/23                           |                                                  |                                                  |
| 20                                               | 16 november 2022                                 | Litouwen – IJsland                               | 0 – 0                                            | Vriendschappelijk                                |                                                  |                                                  |
| 21                                               | 23 maart 2023                                    | Bosnië en Herzegovina – IJsland                  | 3 – 0                                            | EK 2024 kwalificatie                             |                                                  |                                                  |
| 22                                               | 26 maart 2023                                    | Liechtenstein – IJsland                          | 0 – 7                                            | EK 2024 kwalificatie                             |                                                  |                                                  |
| 23                                               | 17 juni 2023                                     | IJsland – Slowakije                              | 1 – 2                                            | EK 2024 kwalificatie                             |                                                  |                                                  |
| 24                                               | 20 juni 2023                                     | IJsland – Portugal                               | 0 – 1                                            | EK 2024 kwalificatie                             |                                                  |                                                  |
| Als speler bij Cardiff City                      |                                                  |                                                  |                                                  |                                                  |                                                  |                                                  |
| 25                                               | 8 september 2023                                 | Luxemburg – IJsland                              | 3 – 1                                            | EK 2024 kwalificatie                             |                                                  |                                                  |
| 26                                               | 11 september 2023                                | IJsland – Bosnië en Herzegovina                  | 1 – 0                                            | EK 2024 kwalificatie                             |                                                  |                                                  |
| 27                                               | 13 oktober 2023                                  | IJsland – Luxemburg                              | 1 – 1                                            | EK 2024 kwalificatie                             |                                                  |                                                  |

Bijgewerkt op 29 april 2025.

## Erelijst
| Úrvalsdeild | 1 | 2013 |